# Georgino M'Vondo
Georgino M'Vondo Ze (Bangui, 12 agosto 1997) è un calciatore centrafricano, attaccante del Black Stars Basilea e della nazionale centrafricana.

## Carriera

### Nazionale
Il 4 giugno 2021 ha esordito con la nazionale centrafricana giocando l'amichevole persa 2-0 contro il Ruanda.

## Statistiche

### Presenze e reti nei club
Statistiche aggiornate al 16 novembre 2021.
| Stagione           | Squadra            | Campionato         | Campionato | Campionato | Coppe nazionali | Coppe nazionali | Coppe nazionali | Coppe continentali | Coppe continentali | Coppe continentali | Altre coppe | Altre coppe | Altre coppe | Totale | Totale |
| Stagione           | Squadra            | Comp               | Pres       | Reti       | Comp            | Pres            | Reti            | Comp               | Pres               | Reti               | Comp        | Pres        | Reti        | Pres   | Reti   |
| ------------------ | ------------------ | ------------------ | ---------- | ---------- | --------------- | --------------- | --------------- | ------------------ | ------------------ | ------------------ | ----------- | ----------- | ----------- | ------ | ------ |
| 2017-2018          | Saint-Apollinaire  | N3                 | 28         | 6          |                 | -               | -               |                    | -                  | -                  |             | -           | -           | 28     | 6      |
| lug.-dic. 2018     | Avallonnais        | N3                 | 10         | 1          |                 | -               | -               |                    | -                  | -                  |             | -           | -           | 10     | 1      |
| gen.-mag. 2019     | Is-Selongey        | N3                 | 12         | 5          |                 | -               | -               |                    | -                  | -                  |             | -           | -           | 12     | 5      |
| 2019-feb. 2020     | Is-Selongey        | N3                 | 12         | 6          |                 | -               | -               |                    | -                  | -                  |             | -           | -           | 12     | 6      |
| Totale Is-Selongey | Totale Is-Selongey | Totale Is-Selongey | 24         | 11         |                 | -               | -               |                    | -                  | -                  |             | -           | -           | 24     | 11     |
| feb.-mag. 2020     | Gueugnon           | N3                 | 4          | 3          |                 | -               | -               |                    | -                  | -                  |             | -           | -           | 4      | 3      |
| 2020-2021          | Gueugnon           | N3                 | 5          | 1          |                 | -               | -               |                    | -                  | -                  |             | -           | -           | 5      | 1      |
| Totale Gueugnon    | Totale Gueugnon    | Totale Gueugnon    | 9          | 4          |                 | -               | -               |                    | -                  | -                  |             | -           | -           | 9      | 4      |
| 2021-2022          | Angoulême          | N2                 | 8          | 1          |                 | -               | -               |                    | -                  | -                  |             | -           | -           | 8      | 1      |
| Totale carriera    | Totale carriera    | Totale carriera    | 79         | 23         |                 | -               | -               |                    | -                  | -                  |             | -           | -           | 79     | 23     |

### Cronologia presenze e reti in nazionale
| Cronologia completa delle presenze e delle reti in nazionale ― Rep. Centrafricana | Cronologia completa delle presenze e delle reti in nazionale ― Rep. Centrafricana | Cronologia completa delle presenze e delle reti in nazionale ― Rep. Centrafricana | Cronologia completa delle presenze e delle reti in nazionale ― Rep. Centrafricana | Cronologia completa delle presenze e delle reti in nazionale ― Rep. Centrafricana | Cronologia completa delle presenze e delle reti in nazionale ― Rep. Centrafricana | Cronologia completa delle presenze e delle reti in nazionale ― Rep. Centrafricana | Cronologia completa delle presenze e delle reti in nazionale ― Rep. Centrafricana |
| Data                                                                              | Città                                                                             | In casa                                                                           | Risultato                                                                         | Ospiti                                                                            | Competizione                                                                      | Reti                                                                              | Note                                                                              |
| --------------------------------------------------------------------------------- | --------------------------------------------------------------------------------- | --------------------------------------------------------------------------------- | --------------------------------------------------------------------------------- | --------------------------------------------------------------------------------- | --------------------------------------------------------------------------------- | --------------------------------------------------------------------------------- | --------------------------------------------------------------------------------- |
| 4-6-2021                                                                          | Kigali                                                                            | Ruanda                                                                            | 2 – 0                                                                             | Rep. Centrafricana                                                                | Amichevole                                                                        | -                                                                                 |                                                                                   |
| 7-6-2021                                                                          | Kigali                                                                            | Rep. Centrafricana                                                                | 0 – 5                                                                             | Ruanda                                                                            | Amichevole                                                                        | -                                                                                 |                                                                                   |
| 1-9-2021                                                                          | Douala                                                                            | Rep. Centrafricana                                                                | 1 – 1                                                                             | Capo Verde                                                                        | Qual. Mondiali 2022                                                               | -                                                                                 |                                                                                   |
| 6-9-2021                                                                          | Douala                                                                            | Rep. Centrafricana                                                                | 0 – 1                                                                             | Liberia                                                                           | Qual. Mondiali 2022                                                               | -                                                                                 |                                                                                   |
| 7-10-2021                                                                         | Lagos                                                                             | Nigeria                                                                           | 0 – 1                                                                             | Rep. Centrafricana                                                                | Qual. Mondiali 2022                                                               | -                                                                                 |                                                                                   |
| 10-10-2021                                                                        | Ngaoundéré                                                                        | Rep. Centrafricana                                                                | 0 – 2                                                                             | Nigeria                                                                           | Qual. Mondiali 2022                                                               | -                                                                                 |                                                                                   |
| 13-11-2021                                                                        | Mindelo                                                                           | Capo Verde                                                                        | 2 – 1                                                                             | Rep. Centrafricana                                                                | Qual. Mondiali 2022                                                               | -                                                                                 |                                                                                   |
| 16-11-2021                                                                        | Tangeri                                                                           | Liberia                                                                           | 3 – 1                                                                             | Rep. Centrafricana                                                                | Qual. Mondiali 2022                                                               | -                                                                                 |                                                                                   |
| Totale                                                                            |                                                                                   | Presenze                                                                          | 8                                                                                 |                                                                                   | Reti                                                                              | 0                                                                                 |                                                                                   |